# Brandon Ingram
Brandon Xavier Ingram (* 2. September 1997 in Kinston, North Carolina) ist ein US-amerikanischer Basketballspieler, der aktuell für die Toronto Raptors in der NBA spielt. 2020 wurde Ingram mit dem NBA Most Improved Player Award ausgezeichnet.

## Karriere
Ingram wuchs in Kinston auf und spielte an der örtlichen High School Basketball. In der achten Klasse wurde er von dem ebenfalls aus Kinston stammenden Ex-NBA-Profi Jerry Stackhouse entdeckt, der ihn seitdem förderte.  Als eines der größten Talente des Landes wechselte Ingram nach der High School an die renommierte Duke University, wo er ein Jahr unter Coach Mike Krzyzewski spielte. Er erzielte in 35 Collegespielen 17,3 Punkte, 6,8 Rebounds und 2,0 Assists im Schnitt und wurde zum ACC Rookie of the Year.

### Los Angeles Lakers (2016–2019)
Bei der NBA-Draft galten Ingram und Ben Simmons als die aussichtsreichsten Favoriten auf den ersten Pick. Nachdem Simmons an erster Stelle zu den Philadelphia 76ers gegangen war, wurde Ingram an zweiter Stelle von den Los Angeles Lakers ausgewählt. Ingram wurde nach der Saison 2016/17 ins NBA All-Rookie Second Team berufen. Am 29. Januar 2019 erzielte er mit 36 Punkten gegen die Philadelphia 76ers seinen bisherigen Karrierebestwert. Im März 2019 wurde bei Ingram eine tiefe Venenthrombose im rechten Arm diagnostiziert, womit er für den Rest der Saison ausfiel. Bis dahin hatte Ingram in der Saison 2018/19 mit 18,3 Punkten, 5,1 Rebounds und 3,0 Assists in 52 Saisonspielen gute Statistiken aufgelegt.

### New Orleans Pelicans (2019–2025)
Im Sommer 2019 wurde er gemeinsam mit Lonzo Ball, Josh Hart, die Draftrechte an DeAndre Hunter und künftige Draftpicks im Austausch für Superstar Anthony Davis zu den New Orleans Pelicans transferiert. Ingram gelang auf Anhieb ein guter Saisonstart, in dem er am 4. November 2019 gegen die Brooklyn Nets ein Karriererekord von 40 Punkten erzielte. Diesen Wert verbesserte er am 16. Januar als er 49 Punkte gegen die Utah Jazz erzielte. Bei den Pelicans gelang Ingram der endgültige Durchbruch. Er erzielte in 62 Saisonspielen mit 23,8 Punkte, 6,1 Rebounds und 4,2 Assists pro Spiel, bis dahin Karrierebestwerte. Mit den Pelicans scheiterte er knapp an der Playoffqualifikation. Am Ende der Saison wurde Ingram mit dem NBA Most Improved Player Award ausgezeichnet.

### Toronto Raptors (seit 2025)
Ingram wurde kurz vor der Tradedeadline im Februar 2025 im Austausch für Bruce Brown, Kelly Olynyk und künftige Draftpicks zu den Toronto Raptors transferiert.

## Erfolge und Auszeichnungen
- NBA Most Improved Player Award: 2020
- NBA All-Star: 2020
- NBA All-Rookie Second Team 2017

## Karriere-Statistiken

### NBA

#### Reguläre Saison
| Saison   | Team        | GP  | GS  | MPG  | FG % | 3P % | FT % | RPG | APG | SPG | BPG | PPG  |
| -------- | ----------- | --- | --- | ---- | ---- | ---- | ---- | --- | --- | --- | --- | ---- |
| 2016–17  | L.A. Lakers | 79  | 40  | 28.8 | .402 | .294 | .621 | 4.0 | 2.1 | 0.6 | 0.5 | 9.4  |
| 2017–18  | L.A. Lakers | 59  | 59  | 33.5 | .470 | .390 | .681 | 5.3 | 3.9 | 0.8 | 0.7 | 16.1 |
| 2018–19  | L.A. Lakers | 52  | 52  | 33.8 | .497 | .330 | .675 | 5.1 | 3.0 | 0.5 | 0.6 | 18.3 |
| 2019–20  | New Orleans | 62  | 62  | 33.9 | .463 | .391 | .851 | 6.1 | 4.2 | 1.0 | 0.6 | 23.8 |
| 2020–21  | New Orleans | 61  | 61  | 34.3 | .466 | .381 | .878 | 4.9 | 4.9 | 0.7 | 0.6 | 23.8 |
| 2021–22  | New Orleans | 55  | 55  | 34.0 | .461 | .327 | .826 | 5.8 | 5.6 | 0.6 | 0.5 | 22.7 |
| 2022–23  | New Orleans | 45  | 45  | 34.2 | .484 | .390 | .882 | 5.5 | 5.8 | 0.7 | 0.4 | 24.7 |
| 2023–24  | New Orleans | 64  | 64  | 32.9 | .492 | .355 | .801 | 5.1 | 5.7 | 0.8 | 0.6 | 20.8 |
| Gesamt   | Gesamt      | 477 | 438 | 33.0 | .468 | .362 | .786 | 5.2 | 4.3 | 0.7 | 0.6 | 19.4 |
| All-Star | All-Star    | 1   | 0   | 8.6  | .250 | .000 | —    | 1.0 | 1.0 | 1.0 | 0.0 | 2.0  |

#### Playoffs
| Saison  | Team        | GP | GS | MPG  | FG % | 3P % | FT % | RPG | APG | SPG | BPG | PPG  |
| ------- | ----------- | -- | -- | ---- | ---- | ---- | ---- | --- | --- | --- | --- | ---- |
| 2021–22 | New Orleans | 6  | 6  | 39.3 | .475 | .407 | .830 | 6.2 | 6.2 | 0.7 | 0.3 | 27.0 |
| 2023–24 | New Orleans | 4  | 4  | 36.3 | .345 | .250 | .895 | 4.5 | 3.3 | 1.0 | 1.3 | 14.3 |
| Gesamt  | Gesamt      | 10 | 10 | 38.1 | .434 | .371 | .848 | 5.5 | 5.0 | 0.8 | 0.7 | 21.9 |